# Pera nobile
La pera nobile è una cultivar italiana di pera diffusa nell'Emilia-Romagna centro-occidentale.

## Nome
Pyrus communis varietà nobile, chiamata anche lauro nel Piacentino e barban nelle zone appenniniche intorno a Reggio Emilia.

## Caratteristiche
Il frutto, del peso medio di 80 grammi, ha forma conica, la buccia è giallo-verde con sfumature rosso–rosate. Matura tra ottobre e novembre. La polpa profumata, di colore bianco giallastro di impasto medio fine e dura, è adatta per la cottura. La sua consistenza permette al frutto di conservarsi durante i mesi invernali.
L'albero presenta una notevole vigoria rispetto alle varietà più commerciali comunemente coltivate.

## Origine
La pera nobile è un frutto antico autoctono dell'Emilia-Romagna centro-occidentale. In provincia di Parma la sua presenza è attestata già dal XVIII secolo, studi individuano in alcuni affreschi dipinti in provincia di Parma la presenza del frutto già prima del 1700, in particolare nel Castello di Torrechiara e nella Rocca di San Secondo
Nell'antico Ducato di Parma Piacenza e Guastalla la coltivazione si sviluppò soprattutto nel XIX secolo durante il periodo di Maria Luigia d'Austria, nata a Vienna e che abituata agli accostamenti agro-dolci, ne apprezzò le caratteristiche e contribuì alla sua diffusione.

## Coltivazione
La pianta di pero nobile è estremamente rustica, si adatta a molti terreni e può essere coltivata fino a 1 000 metri di altitudine, si adatta bene anche alla siccità. L'impianto può essere allevato sia a vaso sia a palmetta, una caratteristica importante è che il frutto è resistente alla carpocapsa, grazie alla consistenza della polpa che scoraggia l'ingresso di questo insetto.

## Cucina
La pera nobile costituisce uno degli ingredienti base per la preparazione del ripieno del tortel dols, piatto tipico della bassa parmense dal caratteristico sapore agro-dolce che la tradizione fa risalire ai tempi in cui Maria Luisa Asburgo regnava sul Ducato di Parma.
Nella tradizione gastronomica popolare sia di montagna sia di pianura era molto apprezzata cotta con il vino, con le castagne e con le patate.
Con questa pera viene preparata anche una mostarda che prende il nome dal frutto stesso e dalla città sede del Ducato il Nobile di Parma.